# Stazione di Lesegno Tanaro
La stazione di Lesegno Tanaro è stata un impianto ferroviario posto sulla linea Torino-Savona mai aperta al servizio viaggiatori e impiegata nei primi anni di apertura della linea solo come smistamento carri, probabilmente a servizio delle aziende della zona o come supporto alla vicina stazione di Lesegno in caso di raggiungimento della massima capacità dell'impianto. Fu attivata nel 1933 all'atto di apertura della linea con la specifica menzione che non veniva abilitata al servizio viaggiatori.
L'impianto era ubicato al km 34+578 tra le stazioni di Lesegno e Ceva. Nel dopoguerra (1951) fu riattivata con il nome di Pile venendo infine soppressa nuovamente in data imprecisata (probabilmente a fine anni '70 all'atto del ripristino del doppio binario, rimosso all'indomani del termine del secondo conflitto mondiale, come da accordi di guerra e come già avvenuto su altre linee). All'atto della riapertura del 1951, tutti i fabbricati presenti all'apertura originale del 1933 (fabbricato viaggiatori tipo F89M, cessi isolati tipo F3M) risultavano già demoliti da tempo, probabilmente a seguito dei danni riportati dai bombardamenti o dai tedeschi in ritirata.
Allo stato attuale, non resta, quindi, traccia dell'impianto, se si eccettuano i resti del piano caricatore, visibili da satellite a sinistra della linea, e una staccionata ferroviaria visibile dal sottopassaggio di una stradella interpoderale che si trova immediatamente a destra del luogo ove sorgeva il fabbricato viaggiatori.
Il piano dei binari era composto da:
- binario 1, di corsa verso Savona;
- binario 2, di corsa verso Fossano;
- 2 binari dal lato sinistro della linea per sosta e ricovero carri.

Fin dall'apertura, non sono mai stati previsti segnali fissi per i treni, i deviatoi erano manovrati a mano con fermascambi a chiave, né erano presenti l'ufficio movimento o apparati di controllo del traffico o di blocco.

## Movimento
La stazione non è mai servita da treni in quanto non abilitata al servizio viaggiatori.